# Cristian Brocchi
Cristian Brocchi (* 30. leden 1976, Milan, Itálie) je italský fotbalový trenér a bývalý fotbalový záložník, který s Milánem vyhrál titul v lize (2003/04) a dvakrát Ligu mistrů (2002/03, 2006/07). Jako trenér vyhrál s Monzou vítězství ve třetí lize (2019/20).

## Přestupy
- z Milán do Verona zadarmo
- z Verona do Inter za 700 000 Euro
- z Milán do Lazio za 2 000 000 Euro

## Kariéra

### Hráčská

#### Klubová
Vyrostl v mládežnickém týmu v Miláně. Svůj první zápas mezi dospělými odehrál v sezóně 1995/96 v třetiligovém Pro Sestu, kde byl poslán na dvouleté hostování. Po první sezoně s klubem sestoupil a po druhé sezoně se s ním rozloučil a zamířil na hostování do třetiligového Lumezzane. Zde odehrál výbornou sezonu ale do Milána se nevrátil a odešel do druholigové Verony. Zde pod vedením trenéra Prandelliho přispěl k postupu do Serie A. V následující sezoně odehrál první zápasy v Serii A a také vstřelil dvě branky z 27 utkání. S klubem skončil na 9. místě.
Jeho výkony neušli pozornosti v Interu a tak jej v létě roku 2000 koupilo. Jenže u Nerazzurri hrál jen i kvůli zranění sporadicky. Po neuspokojivé sezoně jej vyměnili za Guglielminpietra do Milána. I tady se ale pod vedením Ancelottim moc zápasů neodehrál. Nastupoval spíše jako náhradník, ale i tak za 4 sezony slavil zisk titulu (2003/04), domácího poháru (2002/03 i superpoháru (2004) ale hlavně vyhrál LM 2002/03 a Superpohár UEFA 2003.
V létě roku 2005 požádal vedení klubu o uvolnění aby byl více zatížen. Bylo mu vyhověno formou hostování s opcí do Fiorentiny. Zde se opět sešel s trenérem Prandellim a pomohl klubu obsadit 4. místo, které zaručovalo LM. Po skvělé sezoně si jej Rossoneri opět stáhlo, protože s ním počítalo v sestavě. I když byla v záložní řadě konkurence, tak za 2 roky odehrál celkem 74 utkání. Slavil opět vítězství v LM 2006/07, Superpohár UEFA 2007 a také Mistrovství světa ve fotbale klubů 2007.
Tři dny před začátkem sezony 2008/09 jej koupilo Lazio a hned v první sezoně získal domácí pohár i  italský superpohár. Do sezony 2010/11 patřil mezi stálé hráče v počtu utkání. V sezoně 2011/12 již odehrál méně utkání a nakonec 3. února 2013 v Janově se těžce zranil a nakonec se rozhodl že fotbal hrát již nebude.
Celkem odehrál 496 utkání a vstřelil 28 branek v sedmi klubech, ale jen ve dvou získal celkem 11 trofejí.

#### Reprezentační
Za Italskou reprezentaci odehrál za svou kariéru jedno utkání. Tehdejší trenér Roberto Donadoni jej nasadil do přátelského zápasu s Tureckem (1:1), který se konal 15. listopadu 2006.

### Trenérská
Jakmile oznámil konec hráčské kariéry, začal svou kariéru jako trenér tam, kde začal jako fotbalista, v Miláně. Vyhrál s nimi šampionát a poté převzal od Inzaghim Primaveru. Vedl si skvěle a po propuštění Mihajloviće se stal 12. dubna až do konce sezony trenérem prvního týmu. Pod jeho vedením tým dosáhl osmy bodů (2 výhry) v šesti utkání, přičemž tým klesl ze 6. na 7. místo. Ve finále domácího poháru utrpěl porážku nad Juventusem v prodloužení. Do nové sezony jej vystřídal Montella.
Novou práci získal hned na úvod sezony 2016/17, když jej zaměstnala Brescia. Jenže po neuspokojivých výsledcích byl 12. března 2017 propuštěn. Novou práci získal coby asistent trenéra Capella v Čínském klubu Jiangsu Suning. Ale i tady skončil předčasně.
Novou výzvu mu nabídl bývalí majitel Milána Silvio Berlusconi, který nově vlastnil Monzu. Sezonu zakončil na 5. místě a v následující sezonu slavil s týmem postup do Serie B. Po 19 letech se Monza vrátila do 2. ligy a nakonec se sezona zakončila na 3. místě a v play off prohrál v semifinále. Po sezoně se rozhodl ukončit smlouvu.
Dne 22. září 2021 nahradil vyhozeného trenéra v druholigové Vicenze, kterou vedl do dubna 2022, když byl po špatných výkonech týmu propuštěn.

## Statistiky

### Hráčské
| Sezóna              | Klub                | Liga                | Liga   | Liga | Ligové poháry | Ligové poháry | Ligové poháry | Kontinentální poháry | Kontinentální poháry | Kontinentální poháry | Celkem | Celkem |
| Sezóna              | Klub                | Soutěž              | Zápasy | Góly | Soutěž        | Zápasy        | Góly          | Soutěž               | Zápasy               | Góly                 | Zápasy | Góly   |
| ------------------- | ------------------- | ------------------- | ------ | ---- | ------------- | ------------- | ------------- | -------------------- | -------------------- | -------------------- | ------ | ------ |
| 1995/96             | Pro Sesto           | Serie C1            | 32     | 1    | -             | 0             | 0             | -                    | 0                    | 0                    | 32     | 1      |
| 1996/97             | Pro Sesto           | Serie C2            | 25     | 2    | -             | 0             | 0             | -                    | 0                    | 0                    | 25     | 2      |
| Celkem za Pro Sesto | Celkem za Pro Sesto | Celkem za Pro Sesto | 57     | 3    | -             | 0             | 0             | -                    | 0                    | 0                    | 57     | 3      |
| 1997/98             | Lumezzane           | Serie C1            | 30     | 4    | -             | 0             | 0             | -                    | 0                    | 0                    | 30     | 4      |
| 1998/99             | Verona              | Serie B             | 32     | 6    | IP            | 3             | 0             | -                    | 0                    | 0                    | 35     | 6      |
| 1999/00             | Verona              | Serie A             | 27     | 2    | IP            | 1             | 0             | -                    | 0                    | 0                    | 28     | 2      |
| Celkem za Veronu    | Celkem za Veronu    | Celkem za Veronu    | 59     | 8    | -             | 4             | 0             | -                    | 0                    | 0                    | 63     | 8      |
| 2000/01             | Inter               | Serie A             | 15     | 1    | IP            | 0             | 0             | LM+PU                | 1+2                  | 0                    | 18     | 1      |
| 2001/02             | Milán               | Serie A             | 12     | 1    | IP            | 5             | 0             | PU                   | 7                    | 0                    | 24     | 1      |
| 2002/03             | Milán               | Serie A             | 12     | 2    | IP            | 7             | 0             | LM                   | 7                    | 0                    | 26     | 2      |
| 2003/04             | Milán               | Serie A             | 11     | 0    | IP+IS         | 6+1           | 0             | LM+ES                | 3+0                  | 0                    | 21     | 0      |
| 2004/05             | Milán               | Serie A             | 11     | 0    | IP            | 3             | 1             | LM                   | 2                    | 0                    | 16     | 1      |
| 2005/06             | Fiorentina          | Serie A             | 35     | 3    | IP            | 4             | 0             | -                    | 0                    | 0                    | 39     | 3      |
| 2006/07             | Milán               | Serie A             | 29     | 1    | IP            | 5             | 1             | LM                   | 8                    | 0                    | 42     | 2      |
| 2007/08             | Milán               | Serie A             | 24     | 0    | IP            | 2             | 0             | LM+ES+MSk            | 3+1+2                | 0                    | 32     | 0      |
| Celkem za Milán     | Celkem za Milán     | Celkem za Milán     | 99     | 4    | -             | 29            | 2             | -                    | 33                   | 0                    | 161    | 6      |
| 2008/09             | Lazio               | Serie A             | 31     | 0    | IP            | 3             | 0             | -                    | 0                    | 0                    | 34     | 0      |
| 2009/10             | Lazio               | Serie A             | 27     | 2    | IP+IS         | 2+1           | 0             | EL                   | 3                    | 0                    | 33     | 2      |
| 2010/11             | Lazio               | Serie A             | 30     | 0    | IP            | 2             | 0             | -                    | 0                    | 0                    | 32     | 0      |
| 2011/12             | Lazio               | Serie A             | 15     | 0    | IP            | 0             | 0             | EL                   | 3                    | 1                    | 18     | 1      |
| 2012/13             | Lazio               | Serie A             | 8      | 0    | IP            | 3             | 0             | EL                   | 0                    | 0                    | 11     | 0      |
| Celkem za Lazio     | Celkem za Lazio     | Celkem za Lazio     | 111    | 2    | -             | 11            | 0             | -                    | 6                    | 1                    | 128    | 3      |
| Celkově             | Celkově             | Celkově             | 406    | 25   | -             | 48            | 2             | -                    | 42                   | 1                    | 496    | 28     |

### Trenérské
| Sezóna          | Klub            | Liga            | Liga   | Liga  | Liga   | Liga   | Liga                       | Ligové poháry | Ligové poháry | Ligové poháry | Ligové poháry | Ligové poháry | Ligové poháry    | Kontinentální poháry | Kontinentální poháry | Kontinentální poháry | Kontinentální poháry | Kontinentální poháry | Kontinentální poháry | Celkem | Celkem | Celkem | Celkem |
| Sezóna          | Klub            | Soutěž          | Zápasy | Výhry | Remízy | Prohry | Umístění                   | Soutěž        | Zápasy        | Výhry         | Remízy        | Prohry        | Úspěch           | Soutěž               | Zápasy               | Výhry                | Remízy               | Prohry               | Úspěch               | Zápasy | Výhry  | Remízy | Prohry |
| --------------- | --------------- | --------------- | ------ | ----- | ------ | ------ | -------------------------- | ------------- | ------------- | ------------- | ------------- | ------------- | ---------------- | -------------------- | -------------------- | -------------------- | -------------------- | -------------------- | -------------------- | ------ | ------ | ------ | ------ |
| 2016            | Milán           | Serie A         | 6      | 2     | 2      | 2      | nastoupil dub., 7. místo   | IP            | 1             | 0             | 0             | 1             | Stříbrná medaile | -                    | 0                    | 0                    | 0                    | 0                    | -                    | 7      | 2      | 2      | 3      |
| 2016/17         | Brescia         | Serie B         | 30     | 7     | 10     | 13     | propuštěn v bře.           | IP            | 1             | 0             | 0             | 1             | -                | -                    | 0                    | 0                    | 0                    | 0                    | -                    | 31     | 7      | 10     | 14     |
| 2018/19         | Monza           | Serie C         | 30+4   | 13+2  | 10+1   | 7+1    | nastoupil v říj., 5. místo | IP            | 0             | 0             | 0             | 0             | -                | -                    | 0                    | 0                    | 0                    | 0                    | -                    | 34     | 15     | 11     | 8      |
| 2019/20         | Monza           | Serie C         | 27     | 18    | 7      | 2      | 1. místo (postup)          | IP            | 3             | 2             | 0             | 1             | -                | -                    | 0                    | 0                    | 0                    | 0                    | -                    | 30     | 20     | 7      | 3      |
| 2020/21         | Monza           | Serie B         | 38+2   | 17+1  | 13     | 8+1    | 3. místo                   | IP            | 3             | 1             | 1             | 1             | -                | -                    | 0                    | 0                    | 0                    | 0                    | -                    | 43     | 19     | 14     | 10     |
| Celkem za Monzu | Celkem za Monzu | Celkem za Monzu | 101    | 51    | 31     | 19     | -                          | -             | 6             | 3             | 1             | 2             | -                | -                    | 0                    | 0                    | 0                    | 0                    | -                    | 107    | 54     | 32     | 20     |
| 2021/22         | Vicenza         | Serie B         | 28     | 6     | 7      | 15     | propuštěn v dub.           | IP            | 0             | 0             | 0             | 0             | -                | -                    | 0                    | 0                    | 0                    | 0                    | -                    | 28     | 6      | 7      | 15     |
| Celkově         | Celkově         | Celkově         | 165    | 66    | 50     | 49     | -                          | -             | 8             | 3             | 1             | 4             | -                | -                    | 0                    | 0                    | 0                    | 0                    | -                    | 173    | 69     | 51     | 43     |

## Úspěchy

### Hráčské

#### Národní
- vítěz italské ligy (1x)

Milán: 2003/04
- vítěz italského poháru (3x)

Milán: 2002/03

Lazio: 2008/09, 2012/13
- vítěz italského superpoháru (2x)

Milán: 2004

Lazio: 2009

#### Kontinentální
- vítěz Ligy mistrů UEFA (2x)

Milán: 2002/03, 2006/07
- vítěz Evropského superpoháru (2x)

Milán: 2003, 2007
- vítěz Mistrovství světa klubů (1x)

Milán: 2007

### Trenérské
- vítěz 3. italské ligy (1x)

Monza: 2019/20 (skupina A)